# Oratorio dei Santi Cosma e Damiano in Banchi
L'oratorio dei Santi Cosma e Damiano in Banchi, anche noto come Sant'Elisabetta al Gonfalone, era un oratorio che sorgeva sul lato est della via dei Banchi Vecchi, poco più a nord rispetto alla chiesa di Santa Lucia del Gonfalone, nel rione Ponte di Roma. Era dedicato dapprima ai santi Cosma e Damiano e in seguito a sant'Elisabetta, presumibilmente la santa ungherese, nota per prendersi cura dei poveri. Venne demolito alla fine del diciannovesimo secolo.

## Storia
Mariano Armellini riporta una fonte di un archivista del Vaticano, Michele Lonigo (1572-1638), il quale afferma che una chiesetta, o una cappella, dedicata ai santi Cosma e Damiano sorgeva in quel punto. L'oratorio venne costruito nel 1344 e nel 1479 venne ceduto all'università dei barbieri, che lo ristrutturò. Nel 1560, la corporazione si trasferì nella chiesa dei Santi Cosma e Damiano de Monte Granato, che sorgeva tra la chiesa di San Trifone e quella di San Salvatore alle Coppelle, e la confraternita di Sant'Elisabetta dei Mendicanti ed Invalidi si trasferì nella chiesa. Quest'ordine religioso, che prendeva il nome da sant'Elisabetta d'Ungheria, aveva come scopo quello di aiutare i mendicanti ciechi e quelli storpi.
Fioravante Martinelli (1599-1667) notò come la cappella fosse legata al capitolo della basilica di San Pietro, il che significa che all'epoca era già stata riconsacrata. Gregorio Terribilini la visitò nel 1748 e notò un'iscrizione che menziona una riforma del papa Sisto IV (1471-1484) dell'antica cappella dei Santi Cosma e Damiano. Secondo Ridolfino Venuti, la pala d'altare (della quale non viene riportato il soggetto) era stata dipinta dal pittore reatino Filippo Lucchetti.
Secondo l'Armellini, che scriveva nel 1891, l'edificio non esisteva più. È probabile che l'oratorio sia stato demolito alla fine del secolo per permettere la costruzione di un edificio che sorge al numero 19 della via dei Banchi Vecchi. L'edificio propriamente detto era uno spazio rettangolare al quale si accedeva passando per un'anticamera minuscola.